# Oceretuvate, Semenivka
Oceretuvate (în ucraineană Очеретувате) este localitatea de reședință a comunei Oceretuvate din raionul Semenivka, regiunea Poltava, Ucraina.

## Demografie
Componența lingvistică a localității Oceretuvate
     Ucraineană (97,49%)
     Rusă (2,39%)
Conform recensământului din 2001, majoritatea populației localității Oceretuvate era vorbitoare de ucraineană (97,49%), existând în minoritate și vorbitori de rusă (2,39%).